# Desertobia
Desertobia is een geslacht van vlinders van de familie spanners (Geometridae), uit de onderfamilie Ennominae.

## Soorten
- D. kozlovae Viidalepp, 1989
- D. nocturna Viidalepp, 1989